# Phil McGraw
Phillip Calvin McGraw (Vinita, Oklahoma, 1 september 1950), beter bekend als Dr. Phil, is een Amerikaans televisiepresentator, schrijver, adviseur en voormalig psychotherapeut. 

## Loopbaan
McGraw haalde zijn BA aan de Midwestern State University in Wichita Falls, Texas en zijn Masters en PhD in de klinische psychologie aan de North Texas State University. Hij heeft echter zijn licentie al sinds 2009 niet vernieuwd en mag derhalve geen mensen behandelen als psycholoog. Hij stichtte de Dr. Phil Foundation, een non-profitorganisatie die ondersteuning biedt aan organisaties die zich toeleggen op de emotionele, fysieke, mentale en spirituele behoeften van kinderen en gezinnen. Dit kan hulp zijn bij rampen, zoals de aardbeving in Haïti (2010) of de orkaan Katrina (2005), maar ook hulp aan één kind of één gezin. McGraw is wereldberoemd geworden onder andere nadat Oprah Winfrey – een vriendin en eerdere cliënt – hem een eigen praatprogramma had gegeven dat werd geproduceerd door haar eigen productiemaatschappij genaamd Harpo Productions. McGraw behandelt de dagelijkse problemen van mensen en zoekt samen met hen naar een oplossing. Hij staat  bekend om zijn unieke manier van analyseren en directe en confronterende benadering.
In 2020 kreeg McGraw een ster op de Hollywood Walk of Fame.

## Persoonlijk
McGraw woont in Los Angeles met zijn tweede vrouw, met wie hij sinds 1976 getrouwd is. Het paar heeft twee zonen.

## Boeken
Dr. Phil bracht onder andere de volgende boeken uit:
- 20/20 Diet (2014)
- Life Code (2012)
- Real life (2008)
- Ten Life strategies (2008)
- Love Smart (2005)
- Family First (2004)
- The ultimate weight solution (2003)
- Self Matters (2001)